# Municipio de Logan (condado de Blair)
El municipio de Logan (en inglés, Logan Township) es un municipio del condado de Blair, Pensilvania, Estados Unidos. Tiene una población estimada, a mediados de 2022, de 12 461 habitantes.

## Geografía
Está ubicado en las coordenadas 40°31′45″N 78°25′32″O / 40.52917, -78.42556 (40.529133, -78.425595).

## Demografía
Según el censo de 2000, en ese momento los ingresos medios de los hogares eran de $36,993 y los ingresos medios de las familias eran de $44,772. Los hombres tenían ingresos medios por $35,000 frente a los $21,717 que percibían las mujeres. Los ingresos per cápita eran de $18,439. Alrededor del 7.3% de la población estaba por debajo de la línea de pobreza.
De acuerdo con la estimación 2017-2021 de la Oficina del Censo, los ingresos medios de los hogares son de $62,779 y los ingresos medios de las familias son de $77,045. Los ingresos per cápita en los últimos doce meses, medidos en dólares de 2021, son de $31,183. Alrededor del 11.4% de la población está por debajo de la línea de pobreza.